# Daljnogled (ozvezdje)
Daljnogled, tudi Teleskop je malo ozvezdje na južni nebesni polobli, eno izmed dvanajstih ozvezdij, ki jih je v 18. stoletju poimenoval francoski astronom Nicolas-Louis de Lacaille in eno izmed več znanstvenih instrumentov. Daljnogled je bil kasneje po površini zelo zmanjšan, kar sta storila Francis Baily in Benjamin Gould.
Najsvetlejša zvezda v ozvezdju je Alfa Daljnogleda, modrobela podorjakinja z navidezno magnitudo 3,5, ki ji sledi oranžna orjakinja Zeta Daljnogleda z magnitudo 4,1. Eta in PZ Daljnogleda sta dva mlada zvezdna sistema z zvezdnimi diski in spremljevalko rjavo pritlikavko. Daljnogled vsebuje dve nenavadni zvezdi z zelo malo vodika, ki sta morda produkt trčenja dveh belih pritlikavk: PV Daljnogleda, znana tudi kot HD 168476, je vroča modra ekstremna helijeva zvezda, medtem ko je RS Daljnogleda spremenljivka tipa R Severne krone. RR Daljnogleda je kataklizmična spremenljivka, ki je leta 1948 z 6. magnitudo zasvetela kot nova.

## Karakteristike
Majhno ozvezdje Daljnogled meji na severu na Strelca in Južno krono, na zahodu na Oltar, na jugu na Pava, na vzhodu na Indijanca, ima pa tudi skupen kot z Mikroskopom na severovzhodu. Tričrkovno poimenovanje, ki ga je uvedla Mednarodna astronomska zveza leta 1922, je "Tel". Uradne meje ozvezdja, ki jih je postavil Eugène Delporte leta 1930, so definirane štirikotno. V ekvatorskem nebesnem sistemu so meje med rektascenzijama 18h 09,1m in 20h 29,5m, drugi dve meji pa sta med deklinacijama −45,09° in −56,98°. Celotno ozvezdje je vidno opazovalcev, ki so južneje od širine 33°N.